# Urteil des Bundesverfassungsgerichts zur Ausland-Ausland-Fernmeldeaufklärung des Bundesnachrichtendienstes
| Fallbezeichnung:  | Rechtssatzverfassungsbeschwerde |
| Geschäftszeichen: | 1 BvR 2835/17                   |

| Stephan Harbarth, Johannes Masing, Andreas Paulus, Susanne Baer, Gabriele Britz, Yvonne Ott, Josef Christ, Henning Radtke |

| keine |

Mit dem Urteil zur Ausland-Ausland-Fernmeldeaufklärung des Bundesnachrichtendienstes vom 19. Mai 2020 stellte das Bundesverfassungsgericht fest, dass die Überwachung der Telekommunikation von Ausländern im Ausland durch den Bundesnachrichtendienst – sei es vom Inland oder vom Ausland aus – an die Grundrechte des Grundgesetzes gebunden ist und nach der Ausgestaltung im BND-Gesetz in der Fassung des Gesetzes zur Ausland-Ausland-Fernmeldeaufklärung vom 23. Dezember 2016 gegen das grundrechtliche Telekommunikationsgeheimnis des Artikel 10 des Grundgesetzes für die Bundesrepublik Deutschland (Art. 10 Abs. 1 GG) und die Pressefreiheit (Art. 5 Abs. 1 Satz 2 GG) verstößt. Insbesondere ist die Bindung der deutschen Staatsgewalt an die Grundrechte nach Art. 1 Abs. 3 GG nicht auf das deutsche Staatsgebiet begrenzt. Der Gesetzgeber war demgegenüber unter Berufung auf die Präambel des Grundgesetzes von einer Beschränkung der Grundrechte auf das deutsche Staatsgebiet und das deutsche Staatsvolk, mithin der Unanwendbarkeit auf Ausländer im Ausland, ausgegangen.
Eine verfassungsmäßige Ausgestaltung der gesetzlichen Grundlagen der Ausland-Ausland-Fernmeldeaufklärung (auch: „Ausland-Ausland-Telekommunikationsüberwachung“) sei laut Bundesverfassungsgericht jedoch möglich. Dem Gesetzgeber gab es eine Neuregelung unter Berücksichtigung der grundrechtlichen Anforderungen auf. Bis zum 31. Dezember 2021 galten die für mit dem Grundgesetz unvereinbar erklärten Vorschriften jedoch fort.

## Sachverhalt

### Beschwerdeführer
Beschwerdeführer der von der Gesellschaft für Freiheitsrechte initiierten und koordinierten Verfassungsbeschwerde waren die in Frankreich ansässige Nichtregierungsorganisation Reporters sans frontières, die sich international für die Pressefreiheit und die Sicherheit von Journalisten vor Repressalien einsetzt, sechs in Deutschland, im Vereinigten Königreich, in Slowenien, in Mexiko und in Nordmazedonien wohnhafte investigativ tätige und berichtende Journalisten mit ausländischer Staatsangehörigkeit, die im Ausland über Menschenrechtsverletzungen in Krisengebieten oder autoritär regierten Staaten berichten sowie ein in Guatemala wohnhafter deutscher Rechtsanwalt, der für ein dortiges Menschenrechtsbüro sowie für die Internationale Juristenkommission mit Sitz in Genf tätig ist. Alle Beschwerdeführer gaben an, im Rahmen ihrer jeweiligen Tätigkeit in weitem Umfang durch kommunikationstechnische Mittel besondere Vertraulichkeitsbeziehungen zu Personen zu unterhalten, die in den Fokus einer Ausland-Ausland-Fernmeldeaufklärung des Bundesnachrichtendienstes gelangen könnten, da sich ihre Tätigkeit durchweg auf Themen und Gebiete beziehe, die von außen- und sicherheitspolitischer Bedeutung für die Bundesrepublik Deutschland sei.
Bevollmächtigte der Beschwerdeführer waren Matthias Bäcker und Bijan Moini.

### Beschwerdeinhalt
Die Verfassungsbeschwerde richtete sich im Einzelnen gegen die gesetzlichen Befugnisse des BND zur anlasslosen strategischen Telekommunikationsüberwachung, die allein auf die Überwachung des Telekommunikationsverkehrs von im Ausland befindlichen Ausländern abzielt, d. h. zur Erhebung, Speicherung und Auswertung von allgemeinen Erkenntnissen von außen- und sicherheitspolitischem Interesse für die Bundesrepublik, die nicht an konkrete Anlässe oder Verdachtsmomente geknüpft ist, außerdem gegen die Übermittlung dieser Daten an in- und ausländische Stellen (vor allem Polizeien und Staatsanwaltschaften) sowie die Befugnisse, die dem BND dabei die Kooperation mit ausländischen Nachrichtendiensten erlauben.
Die jeweils bedeutsamen Vorgänge ergeben sich aus einem geheimen Auftragsprofil der Bundesregierung (§ 6 Abs. 1 Satz 1 Nr. 3 BNDG). Die technischen und praktischen Einzelheiten des gesamten Erhebungs- und Auswertungsprozesses, der Kooperationen sowie der Datenübermittlung ist durch nichtöffentliche Dienstvorschriften geregelt (§ 6 Abs. 7 BNDG). Eine Anordnung des Bundeskanzleramts bestimmt die Telekommunikationsnetze, aus denen Daten an den BND auszuleiten sind (§ 6 Abs. 1 Satz 2 BNDG). Der BND wiederum selektiert aus dem zugeleiteten Datenvolumen mittels einer sechsstelligen Zahl von Suchbegriffen die Inhaltsdaten von täglich circa 270.000 Telekommunikationsvorgängen (E-Mail, Telefonat, Chat-Nachrichten) und speichert sie zur weiteren händischen Auswertung. Die Kooperation mit ausländischen öffentlichen Stellen, insbesondere deren Ziele und Inhalte, werden im Vorhinein durch schriftliche Vereinbarung festgelegt (§ 13 BNDG). Besonderes Kontrollorgan in Deutschland ist das Unabhängige Gremium (§ 16 BNDG). 

## Verfahren
Die mündliche Verhandlung fand am 14. und 15. Januar 2020 statt. Hier haben sich außer den Beschwerdeführern die Bundesregierung, der Bundesnachrichtendienst, das Parlamentarische Kontrollgremium, die G10-Kommission und der Bundesbeauftragte für den Datenschutz und die Informationsfreiheit geäußert. Als Sachverständiger hat unter anderen der ehemalige IT-Sicherheitsbeauftragte der Bundesregierung Martin Schallbruch ausgesagt. Als Sachkundige Dritte wurden die ehemalige Vorsitzende des Unabhängigen Gremiums Richterin am Bundesgerichtshof Gabriele Cirener, der eco – Verband der Internetwirtschaft, die T-Systems International GmbH und der Chaos Computer Club angehört.
Im Vorfeld der mündlichen Verhandlung hatte das Gericht außerdem schriftliche Stellungnahmen zu den technischen Gegebenheiten internationaler Telekommunikationsnetze sowie zu den Möglichkeiten und Dimensionen der Aufklärungsarbeit des Bundesnachrichtendienstes eingeholt.

## Urteil
Das Bundesverfassungsgericht erkannte für Recht, dass die §§ 6, 7, 13 bis 15 BND-Gesetz in der Fassung des Gesetzes zur Ausland-Ausland-Fernmeldeaufklärung des Bundesnachrichtendienstes vom 23. Dezember 2016 (BGBl. I S. 3346), auch in der Fassung vom 30. Juni 2017 (BGBl. I S. 2097) mit Artikel 10 Absatz 1 des Grundgesetzes sowie mit Artikel 5 Absatz 1 Satz 2 des Grundgesetzes nicht vereinbar sind.
§ 19 Absatz 1, § 24 Absatz 1 Satz 1, Absatz 2 Satz 1, Absatz 3 BND-Gesetz sind mit Art. 10 Absatz 1 des Grundgesetzes sowie mit Artikel 5 Absatz 1 Satz 2 des Grundgesetzes nicht vereinbar, soweit sie zur Verarbeitung von im Zusammenhang mit der strategischen Fernmeldeaufklärung nach §§ 6, 7, 13 bis 15 des BND-Gesetzes erhobenen personenbezogenen Daten ermächtigen.
Dem Gesetzgeber wurde aufgetragen, bis zum 31. Dezember 2021 eine verfassungskonforme Neuregelung zu schaffen. Bis dahin gelten die für mit dem Grundgesetz unvereinbar erklärten Vorschriften fort.

### Leitsätze
Das Bundesverfassungsgericht stellte in seinen Leitsätzen zum Urteil kurzgefasst Folgendes fest:
1. Die Bindung der deutschen Staatsgewalt an die Grundrechte ist nicht auf das deutsche Staatsgebiet begrenzt.
2. Das Zitiergebot wurde verletzt.
3. Die Funktionsträgertheorie ist verfassungswidrig.
4. Die Regelung der Auslandsaufklärung fällt unter die auswärtigen Angelegenheiten im Sinne von Art. 73 Abs. 1 Nr. 1 GG.
5. Die strategische Auslandstelekommunikationsüberwachung ist mit Art. 10 Abs. 1 GG grundsätzlich vereinbar.
6. Die Übermittlung personenbezogener Daten aus der strategischen Überwachung ist nur zum Schutz besonders gewichtiger Rechtsgüter zulässig.
7. Regelungen zur Kooperation mit ausländischen Nachrichtendiensten genügen grundrechtlichen Anforderungen nur, wenn sie sicherstellen, dass die rechtsstaatlichen Grenzen durch den gegenseitigen Austausch nicht überspielt werden.
8. Die Befugnisse zur strategischen Überwachung, zur Übermittlung der mit ihr gewonnenen Erkenntnisse und zur diesbezüglichen Zusammenarbeit mit ausländischen Diensten sind mit den Anforderungen der Verhältnismäßigkeit nur vereinbar, wenn sie durch eine unabhängige objektivrechtliche Kontrolle flankiert sind.

### Grundrechtsschutz von Ausländern im Ausland
Einschränkende Anforderungen, die die Grundrechtsbindung des Gesetzgebers gem. Art. 1 Abs. 3 GG von einem territorialen Bezug zum Bundesgebiet oder der Ausübung spezifischer Hoheitsbefugnisse abhängig machen, lassen sich weder der Vorschrift selbst noch ihrer Entstehungsgeschichte oder systematischen Einbettung entnehmen. Soweit das Grundgesetz die Grundrechte nicht als Deutschen-, sondern als Menschenrechte verbürgt, ist es konsequent, dass sie gegenüber der deutschen Staatsgewalt auch für Ausländer im Ausland gelten. Das gilt jedenfalls für den Schutz vor Überwachungsmaßnahmen durch Art. 10 Abs. 1 und Art. 5 Abs. 1 Satz 2 GG in ihrer Abwehrdimension gegenüber der Auslandsfernmeldeaufklärung durch den Bundesnachrichtendienst. Allerdings mögen sich der persönliche und sachliche Schutzbereich, die Grundrechtsfunktionen als Abwehr- oder  Leistungsrecht, verfassungsrechtliche Wertentscheidungen oder Grundlage von Schutzpflichten sowie die Anforderungen an die Rechtfertigung von Grundrechtseingriffen im Rahmen der Verhältnismäßigkeit im In- und Ausland unterscheiden.

### Anforderungen an die strategische Telekommunikationsüberwachung von Ausländern im Ausland
Die Gesetzgebungsbefugnis des Bundes zur Ausland-Ausland-Fernmeldeaufklärung kann auf die Gesetzgebungskompetenz der „auswärtigen Angelegenheiten“ nach Art. 73 Abs. 1 Nr. 1 GG gestützt werden. 

#### Datenerhebung
Die anlasslose strategische Überwachung, die nicht der Früherkennung von Gefahren, sondern allein der politischen Information der Bundesregierung und der Vorbereitung ihrer außen- und sicherheitspolitischen Entscheidungen dient, ist als spezifische Befugnis der Auslandsaufklärung nur unter bestimmten Voraussetzungen verfassungsrechtlich gerechtfertigt. 
1. Der Gesetzgeber hat zunächst einschränkende Maßgaben zum Volumen der für die jeweiligen Übertragungswege auszuleitenden Daten vorzugeben und sicherzustellen, dass das von der Überwachung abgedeckte geographische Gebiet begrenzt bleibt.
2. Die Inlandskommunikation sowie erforderlichenfalls die Kommunikation, an der auf mindestens einer Seite Deutsche oder Inländer beteiligt sind, sind vor einer manuellen Auswertung nach dem Stand von Wissenschaft und Technik bestmöglich auszufiltern.
3. Die Überwachungszwecke müssen hinreichend präzise und normenklar festgelegt werden.
4. Verfahrensregelungen müssen die Ausrichtung der Überwachung auf die insoweit jeweils bestimmten Zwecke hin strukturieren und damit auch kontrollierbar machen.
5. Eine Speicherungsdauer von sechs Monaten darf nicht überschritten werden.
6. Das Gesetz muss die Gründe und Gesichtspunkte, unter denen strategische Überwachungsmaßnahmen gezielt auf bestimmte Personen gerichtet werden dürfen, in finaler Form näher festlegen.
7. Eine gezielte Überwachung von Rechtsanwälten oder Journalisten, deren Kommunikation eine gesteigerte Vertraulichkeit verlangt, ist an qualifizierte Eingriffsschwellen zu binden.
8. Erkenntnisse aus dem höchstpersönlichen Lebensbereich dürfen nicht verwertet werden und sind unverzüglich zu löschen.
9. Die Datenlöschung ist zu protokollieren.

#### Datenübermittlung
Da dem BND keine polizeilichen Befugnisse zustehen und die inländischen Polizeibehörden nicht zur anlasslosen Datenerhebung befugt sind, dürfen personenbezogene Daten, die zur operativen Aufgabenwahrnehmung geeignet sind, nur an inländische Stellen weitergegeben werden, die die übermittelten Daten auch selbst mit vergleichbar schwerwiegenden Mitteln erheben könnten, etwa im Rahmen einer Telekommunikationsüberwachung oder Online-Durchsuchung (hypothetische Datenneuerhebung). Könnte eine von der Übermittlung an eine ausländische Stelle betroffene Person dadurch spezifisch gefährdet werden, bedarf es insoweit einer auf den einzelnen Übermittlungsanlass bezogenen Einzelfallprüfung.

#### Unabhängige Kontrolle
Da die im Ausland betroffenen ausländischen Personen von der heimlichen Datenerhebung nicht benachrichtigt werden und es für sie daher keine Rechtsschutzmöglichkeiten gibt, muss die Tätigkeit des BND zumindest einer mit abschließenden Entscheidungsbefugnissen verbundenen gerichtsähnlichen Kontrolle einer institutionell eigenständigen Instanz unterliegen.

### Bewertung
Erstmals war das Bundesverfassungsgericht wegen der Auffassung des Bundestags gezwungen, ausdrücklich festzustellen, dass deutsche Behörden auch im Ausland Menschenrechte beachten müssen. Dies galt vielen Juristen zuvor als selbstverständlich. 
Die Ausland-Ausland-Fernmeldeaufklärung wurde jedoch für grundsätzlich zulässig erklärt. Es gebe ein überragendes öffentliches Interesse auch an einer anlasslosen Telekommunikationsüberwachung im Ausland, welche aber unter Berücksichtigung des Verhältnismäßigkeitsprinzips ausgestaltet sein müsse.